# Taurrhina nireus
Taurrhina nireus är en skalbaggsart som beskrevs av Hermann Rudolph Schaum 1841. Taurrhina nireus ingår i släktet Taurrhina och familjen Cetoniidae. Inga underarter finns listade i Catalogue of Life.